# Fritz d'Orey
Pour les articles homonymes, voir Fritz et Orey.
Pas d'image ? Cliquez ici
Frederico José Carlos Themudo d'Orey, couramment dénommé Fritz d'Orey, né le 25 mars 1938 à São Paulo (Brésil) et mort le 31 août 2020 à Cascais (Portugal), est un pilote automobile brésilien. 
Il a pris le départ de trois Grands Prix de Formule 1 au cours de la saison 1959 et n'a jamais inscrit de point en championnat du monde.

## Biographie
Fritz d'Orey est le fils d'un Portugais immigré au Brésil où il exerce la profession de concessionnaire-importateur de voitures Packard à São Paulo. Son grand-père est d'origine allemande, ce qui explique son surnom « Fritz ». D'Orey fait ses études au Collège Saint-Louis (pt) de São Paulo puis étudie l'économie à la Wharton School de l'Université de Pennsylvanie. De retour au Brésil, il commence à s'intéresser aux voitures de sports et sa première voiture est d'ailleurs une Porsche 550 Spyder. Il rachète à son compatriote Chico Landi sa Ferrari 375 en 1958, au volant de laquelle il participe à plusieurs courses en Amérique du Sud (Argentine, Brésil et Uruguay). Fort de ses performances honorables sur son continent, il s'expatrie en Europe poursuivre sa carrière de pilote de course.
En 1959, il pilote une Maserati 250F pour la Scuderia Centro Sud (it), écurie italienne engagée en Championnat du monde de Formule 1. Il n'honore pas son premier engagement à Monaco car il ne dispose pas de voiture et débute en France où il s'élance de la dix-huitième place sur la grille pour terminer l'épreuve dixième, à dix tours du vainqueur Tony Brooks. Il participe ensuite au Grand Prix de Grande-Bretagne où il décroche la vingtième place sur la grille de départ mais est victime d'un sévère accident au cinquante-septième tour alors qu'il pointe au quinzième rang. Convalescent, il ne prend part ni au Grand Prix d'Allemagne ni à celui du Portugal.
Évincé de la Scuderia Centro Sud (it), d'Orey rebondit chez Camoradi International (en) qui engage une Studio Tecnica Meccanica Tec Mec F415 en championnat du monde. Cette monoplace est une version allégée de la Maserati 250F développée par Valerio Colotti à la suite du retrait de l'écurie officielle Societa Anonima Officine Alfieri Maserati en proie à de graves difficultés financières. La Tec Mec F415 est engagée  au Grand Prix des États-Unis. Lors de la course d'ouverture, en Formule Junior, d'Orey se classe second et réalise le meilleur tour en course. Dix-septième sur dix-neuf sur la grille de départ, d'Orey abandonne au bout de six tours à la suite d'une fuite d'huile et ne pilotera plus jamais en Formule 1.
Fritz passe alors en Formule Junior, catégorie inférieure où il remporte le Grand Prix de Messine. Il est approché par la Scuderia Ferrari pour piloter en Sports Cars et est victime d'un autre accident à Monza lorsqu'il accroche son coéquipier Phil Hill. Plus tard, il remporte le Grand Prix d'Australie, sur une Ferrari 250 Testa Rossa. 
En 1960, lors des qualifications pour les 24 Heures du Mans au sein de la Scuderia Serenissima, il subit à nouveau un accident : sa Ferrari termine sa course dans un arbre tandis qu'il est gravement blessé à la tête. Après plus de sept mois de convalescence à l'hôpital, il arrête définitivement la compétition automobile.

## Résultats en championnat du monde de Formule 1
| Saison | Écurie                                     | Châssis                    | Moteur              | Pneus  | GP disputés | Points inscrits | Classement |
| ------ | ------------------------------------------ | -------------------------- | ------------------- | ------ | ----------- | --------------- | ---------- |
| 1959   | Scuderia Centro Sud Camoradi International | Maserati 250F Tec Mec F415 | Maserati 6 en ligne | Dunlop | 3           | 0               | n.c.       |